# Carlos Blanco Pérez
Carlos Alberto Blanco Pérez (* 7. März 1986 in Madrid) ist ein spanischer Schriftsteller, Ägyptologe, Philosoph, Chemiker und ehemaliges Wunderkind.

## Leben
Im Mai 1998 erhielt er im Alter von 12 Jahren die Bestnote im Kurs über ägyptische Hieroglyphen der spanischen Vereinigung für Ägyptologie und wurde daraufhin von der spanischen Zeitung El Mundo als jüngster Ägyptologe in Europa und jüngster Entschlüsseler für Hieroglyphen der Welt angesehen. 1999 wurde er von der spanischen Fernsehreihe Crónicas Marcianas unter Vertrag genommen, wo er wöchentlich über die ägyptische Zivilisation, philosophische Themen und Physik sprach. Bereits mit 14 Jahren veröffentlichte er seinen ersten akademischen Artikel in Ägyptologie. Er verließ die Sendung 2001, als er mit 15 Jahren sein Universitätsstudium aufnahm. 2006 machte er einen Abschluss in Philosophie, ein Jahr später in Chemie und Theologie. Er erhielt einen Doktortitel in Philosophie, Theologie und einen Master in Chemie. Anschließend widmete er sich als Visiting Fellow seiner wissenschaftlichen Arbeit an der Harvard University.  Er wurde Fakultätsmitglied der Universidad Pontificia Comillas, einer Jesuiteninstitution in Madrid, an der er Philosophie unterrichtet, und Gründungsmitglied der Altius Society, einer globalen Vereinigung junger Führungskräfte, die eine jährliche Konferenz an der Universität Oxford organisiert. 2015 wurde er in die Weltakademie für Kunst und Wissenschaft gewählt und er ist seit 2016 Mitglied der Europäischen Akademie der Wissenschaften und Künste. 
Er verfügt über einen Intelligenzquotient von 160 und spricht neun Fremdsprachen (Englisch, Französisch, Deutsch, Italienisch, Portugiesisch, Russisch, Hebräisch sowie Latein und Griechisch).

## Werke
Er ist Autor von zahlreichen Büchern wie Conciencia y Mismidad, Athanasius, The integration of knowledge, Grandes problemas filosóficos, Leibniz, Copérnico, El pensamiento de la apocalíptica judía, Historia de la Neurociencia  und Atlas Histórico del antiguo Egipto.